# Alexa Bliss
Alexis "Lexi" Kaufman (născută pe 9 August din 1991) este o luptătoare profesionistă, model de fitness și wrestler profesionist, care lucrează pentru WWE în brandul Raw sub numele de Alexa Bliss.
În mai 2013, Kaufman a semnat un contract cu WWE, și a fost atribuită la Performance Center în Orlando, Florida. În luna mai a anului 2015, Kaufman a format un parteneriat cu Blake și Murphy.
În 2016, în cadrul evenimentului WWE TLC a învins-o pe Becky Lynch devenind astfel campioană pentru prima oară în cariera sa. A deținut, în total, 6 titluri atât individuale cât și pe echipe.
În februarie 2017 Bliss a devenit prima femeie care a deținut Raw Women's Championship de două ori. De asemenea, Bliss este prima femeie care a deținut ambele titluri dedicate femeilor, dar nu simultan.
În februarie 2018 Alexa devine, de asemenea, prima femeie care a câștigat un meci de tipul Elimination Chamber. În acest eveniment au fost implicate alte cinci femei: Mickie James, Bayley, Sasha Banks, Sonya Deville și Mandy Rose.
În 2019 face echipă cu Nikki Cross și câștigă împreună două titluri WWE Women's Tag Team Championship.
În 2020 începe asocierea cu Bray Wyatt și trece la caracter de tip horror.  

## În Wrestling
- Movimientos finales
  - Sparkle Splash / Twisted Bliss[6](Corkscrew splash)[7][8] - 2014 - Prezent
  - DDT - 2016 - Prezent

## Campionate și realizări
- Pro Wrestling Illustrated
  - Situată pe  # 29 în PWI Female 50 în 2016.

- World Wrestling Enterteinment
  - Raw Women's Championship (3 ori)
  - SmackDown Women's Championship (2 ori)
  - WWE Women's Tag Team Championship (2 ori, prezent) – alături de Nikki Cross[9]
  - Money in the Bank (Women's 2018)
  - A doua campioană Women's Triple Crown[10][11][12]